# Brachygalea varians
Brachygalea varians là một loài bướm đêm trong họ Noctuidae.